# Aksúmské letiště
Aksúmské letiště je letiště u města Aksúm v severní Etiopii, ve svazovém státě Tigraj. Jeho IATA kód je AXU a ICAO kód je HAAX. Nachází se v nadmořské výšce 2108 m n. m. a má přistávací dráhu o délce 2400 metrů a šířce 45 metrů. Mohou na něm přistávat i velmi velká letadla, jako například Antonov An-124, který přivezl v roce 2005 zpět z Itálie Aksúmský obelisk. Letiště využívají pro pravidelné vnitrostátní lety Etiopské aerolinie.